# Anton Perwein
Anton Perwein (ur. 10 listopada 1911 w Wiedniu, zm. 14 grudnia 1981) – austriacki piłkarz ręczny, medalista olimpijski.
Uczestnik letnich igrzysk olimpijskich. Na igrzyskach w Berlinie (1936) zagrał w trzech spotkaniach. Były to wygrane pojedynki przeciwko reprezentacjom Rumunii (18-3) i Szwajcarii (11-6), oraz przegrany mecz z Niemcami (6-10). W spotkaniu z Rumunią strzelił trzy gole. Ostatecznie reprezentacja Austrii zdobyła srebrny medal, przegrywając z gospodarzami tych zawodów. 
Perwein był w składzie reprezentacji narodowej, która na mistrzostwach świata w 1938 roku zdobyła tytuł wicemistrzowski (najlepsi ponownie byli Niemcy).